# Simone Bitton
Simone Bitton (Rabat,1955) es una directora y guionista de cine con doble nacionalidad franco-marroquí.  

## Trayectoria
Hija de un joyero judío. Se graduó en la escuela cinematográfica de Francia IDHEC, en 1980. Sus documentales reflejan su compromiso para que se comprenda mejor la sociedad de su tiempo, la historia y las culturas del norte de África y Oriente Medio. Mur (2004) que trata sobre la estructura que delimita los territorios israelíes y palestinos, fue su primer largometraje producido para el cine. En 2014, comenzó a trabajar como profesora asociada en el departamento de estudios cinematográficos de la Universidad de París VIII (Vincennes-Saint-Denis). Regularmente se dedica también a impartir cursos y talleres de documental en diversas instituciones de Francia y Marruecos.
En mayo de 2018, junto a otras personalidades del mundo de la cultura, firmó una petición para boicotear la temporada cultural  Francia-Israel, que, según el objeto de la petición, servía de escaparate para el Estado de Israel en detrimento del pueblo palestino.

## Reconocimientos
El documental Mur ha sido el más premiado de la carrera de Bitton. En 2004 obtuvo el Gran Premio del Festival Internacional de Cine de Marsella y el premio Spirit of Freedom del Jerusalem Festival, además de ser seleccionado para la Quinzaine des réalisateurs del Festival de Cannes. En 2005, continuó cosechando premios como el especial del Jurado del Festival de Cine de Sundance, el del Buenos Aires Festival Internacional de Cine Independiente y fue el documental ganador en la sección Courage in filmmaking del Women Film Critics Circle Awards.